# Первомайский сад
Первомайский сад — озеленённая территория в центре Воронежа, ограниченная улицами Феоктистова, Фридриха Энгельса, проспектом Революции и застройкой.

## Название
Первоначально сад назывался Городским садом, а в советское время он был переименован в Первомайский (в честь праздника Первого мая).

## История

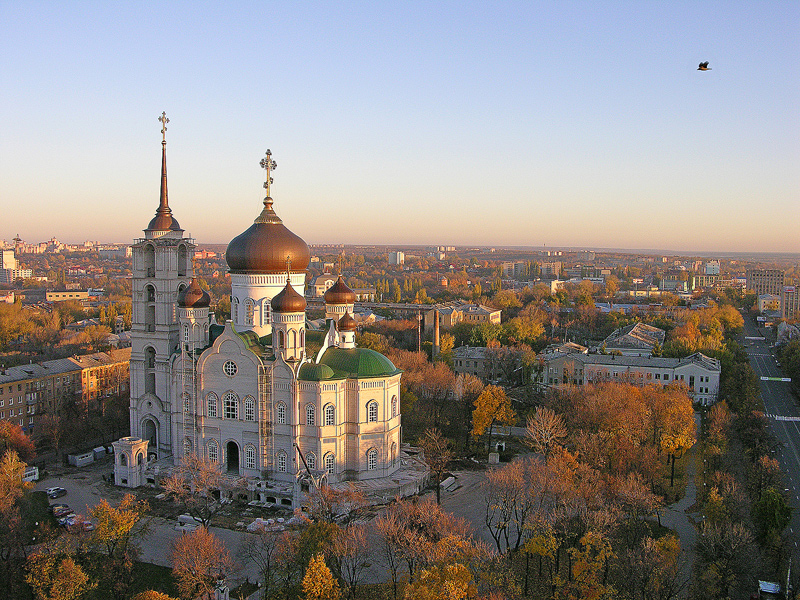
Первомайский сад в 2006 году, до постройки здания областного суда

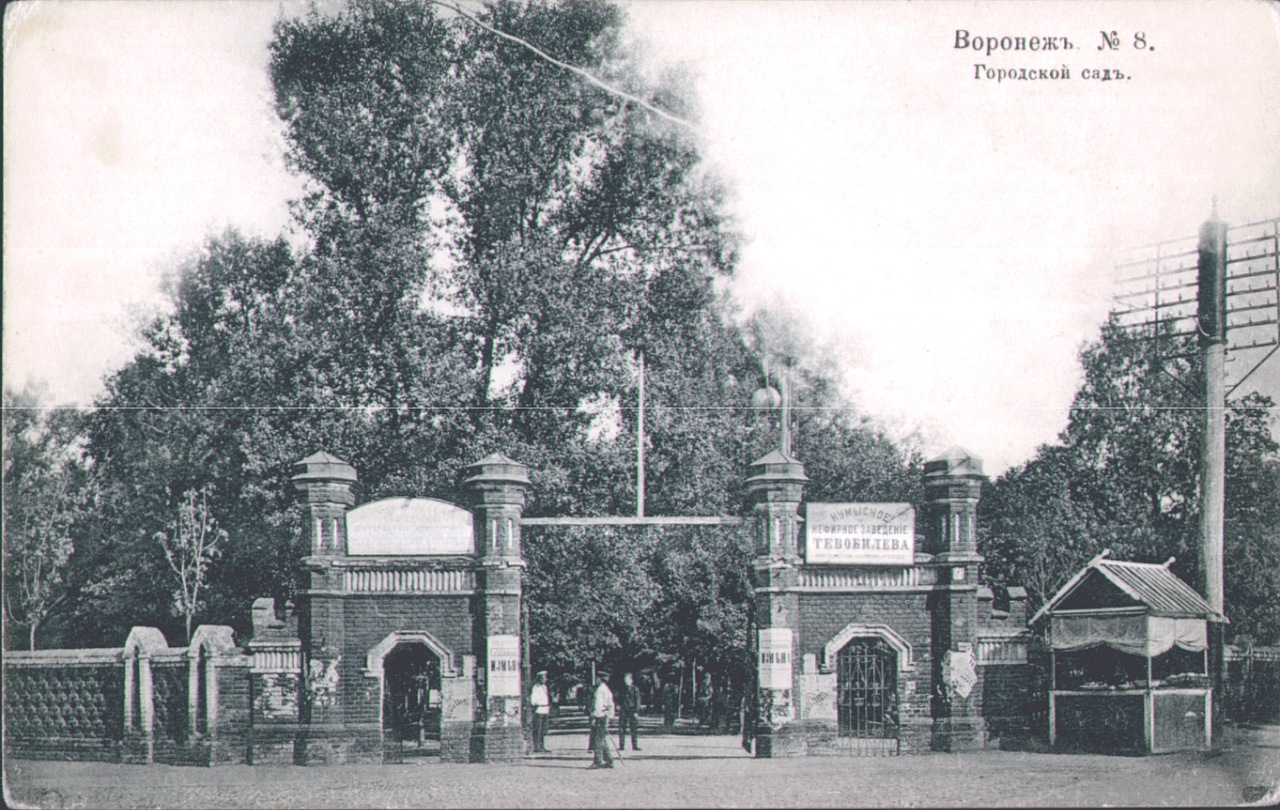
Городской сад в начале XX века

Сад был открыт в 1850 году. С этого времени он стал популярным местом отдыха воронежцев. В саду было много малых построек: ресторан, летний театр на 600 мест, кегельбаны и бильярдный зал, ротонда для духового оркестра и кумысное заведение. Там устраивались различные городские мероприятия. В зимнее время в саду также устраивался каток.
Главной достопримечательностью сада был летний театр. В 1929 году он сгорел, и на его месте по проекту архитектора А. И. Попова-Шамана было построено новое деревянное здание летнего театра на 1500 мест. Кроме того, летом в саду работал цирк.
Во время Великой Отечественной войны сад сильно пострадал от бомбардировок. Разрушенный кирпичный забор был заменён металлической оградой, сделанной в 1950 году по проекту архитектора А. В. Миронова. В центре сада был установлен цирк-шапито.
В 1998—2009 годах на территории сада строился Благовещенский кафедральный собор, который ныне является, по одной из версий, третьим по величине православным храмом в России.

## Здания и сооружения
- Благовещенский собор
- Здание областного суда

## Памятник святителю Митрофану
Памятник был торжественно открыт 23 мая 2003 года. Бронзовая скульптура высотой 6 метров установлена на постаменте, облицованном чёрными гранитными плитами. Высота памятника с постаментом — 8,5 м.

## Природа
В Первомайском саду сохранились клёны начала XX века.